# Siewiller
Siewiller je občina v departmaju Bas-Rhin francoske regije Alzacija.
Leta 1990 je v občini živelo 455 oseb oz. 73 oseb/km².